# カニウフ
カニウフ(Kaniuhu Aliʻi Kaniuhu)は古代ハワイの貴族、ハワイ島の王(Aliʻi Nui)。彼はピリカアイエアとヒナの子孫としてピリ王朝の一族。カニウヒ(Kaniuhi)とも言われている。

## 概要
カニウフは、ハワイ島のビッグアイランドでクコホウと異母姉妹であるヒネウキの間に生まれた。 古代ハワイでは、「sacred unions」から生まれた貴族は地球上の神と考えられていた。
妻はヒリアマカニで両親は不明 。子にカニパフがいる。

## 治世
クコホウは1185年に亡くなり、カニウフが後継者となった。ピリ王朝の3番目の王で死ぬまで支配した。1215年にカニパフが王を継いだ。カニパフはハワイの王国のカメハメハ1世の祖先である。